# Santa Maria Immacolata del Istituto Scolastico Nazareth

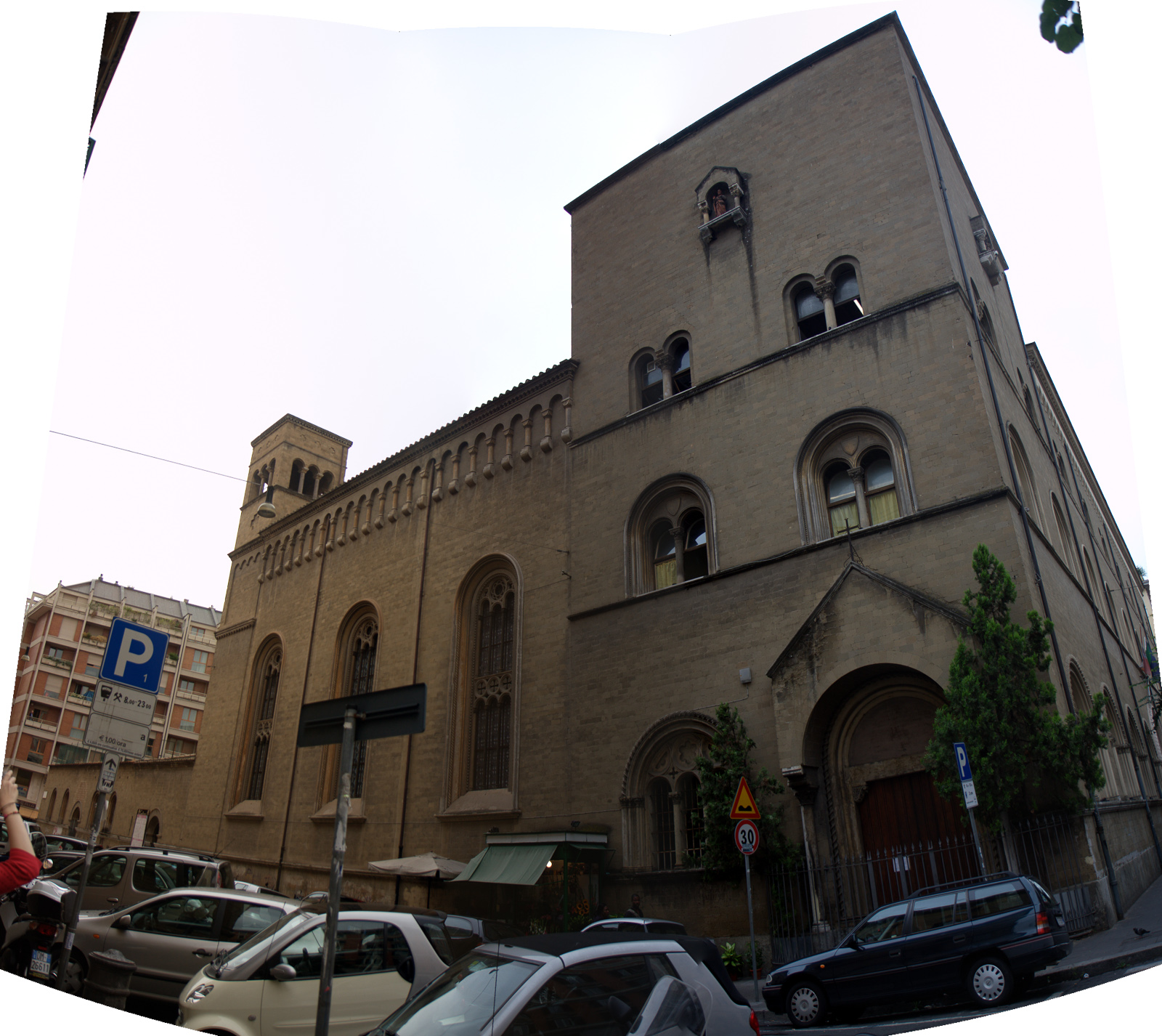
Vista da fachada na Via Orazio.

Santa Maria Immacolata del Istituto Scolastico Nazareth é uma igreja de Roma localizada no complexo do Istituto Scolastico Nazareth, no número 140 da Via Cola di Rienzo, no rione Prati. É dedicada a Nossa Senhora da Conceição.

## História
A construção do impressionante complexo do Istituto Nazareth, projetado por Corrado de Rossi Re, foi iniciada em 1887 e terminou em 1892. Ali se estabeleceu a sede da congregação francesa de freiras atualmente conhecida como Religiosas de Nazaré (em francês:  Religieuses de Nazareth), mas na época chamadas de "Damas de Nazaré". As irmãs também criaram uma escola no local e a administraram por mais de um século, mas, assim como todas as demais irmandades católicas ativas no final do século XX, elas sofreram muito com a queda no número de novas entrantes e a sede da congregação acabou se mudando para Monteverde, na Via Caterina Fieschi, 6.
Por conta disto, o complexo atualmente abriga uma escola privada conhecida como Istituto Scolastico Nazareth, que não tem nenhum envolvimento das irmãs.

## Descrição
O edifício do convento está alinhado de oeste para leste ao longo da Via Cola di Rienzo, mas a igreja está alinhada ao longo da Via Orazio, num eixo norte-sul. Por conta disto, ela não tem uma fachada e sua entrada está na Via Orazio e ela leva a um grande vestíbulo que serviu como capela do convento enquanto a igreja estava sendo construída. A igreja é grande e conta como uma nave sem corredores, mas com uma abside semicircular externa e um pequeno campanário encostado no canto esquerdo da estrutura. 
O lado da igreja de frente para a rua se abre numa fileira com três grandes janelas idênticas com um par de recessos com canos de descarga de água da chuva entre elas. As molduras são rebuscadas, incluindo duas ordens retorcidas, uma característica do desenho geral do convento. Os mainéis são complexos, com dois andares com três aberturas cada projetadas como arcadas atenuadas. Entre estes andares está uma fileira com três guirlandas contendo cruzes gregas e, no alto de tudo, uma abertura circular no formato de uma pequena roseta.
A faixa abaixo do beiral da nave está decorado por uma arcada cega com semicolunas sobre corbeis e com capitéis lombardos. Este mesmo programa decorativo se repete no mesmo local da abside, com a exceção de que ali, as semicolunas estão assentadas sobre uma linha. Sobre a abside está uma pequena janela em formato de trevo de quatro folhas numa moldura redonda.
O campanário tem três andares, o último dos quais com metade da altura dos outros dois. O primeiro é liso, com exceção de uma cruz grega recuada nas duas fachadas visíveis a partir da rua e coroado por uma cornija com dentículos. O segundo tem um arcada com três arcos abertos em cada fachada, com colunas e impostas; ele está separado do terceiro andar por uma faixa simples. O último andar traz uma linha com três cruzes gregas recuadas em cada fachada e também está coroado por uma cornija com dentículos. O teto é plano.

## Interior
O vestíbulo está decorado com um afresco de Giovanni Capranesi (1852-1921). A igreja principal tem uma aparência que lembra a arquitetura gótica francesa (com exceção dos arcos redondos) e está coberta por uma abóbada de aresta assentada sobre conjuntos de colunas ligadas decoradas com um trabalho em pedra em dois tons de cinza. Paredes e a abóbada estão cobertas por afrescos. Sobre a entrada dupla do vestíbulo está um grande afresco de Capranesi da "Sagrada Família" em estilo realista.
O presbitério na abside está separado da nave por um arco triunfal e um altar-mor está isolado sobre um impressionante baldaquino neomedieval. Na semicúpula da abside está uma "Imaculada Conceição" mostrando Nossa Senhora numa mandorla e os símbolos dos Evangelistas.